# Пароський мармур

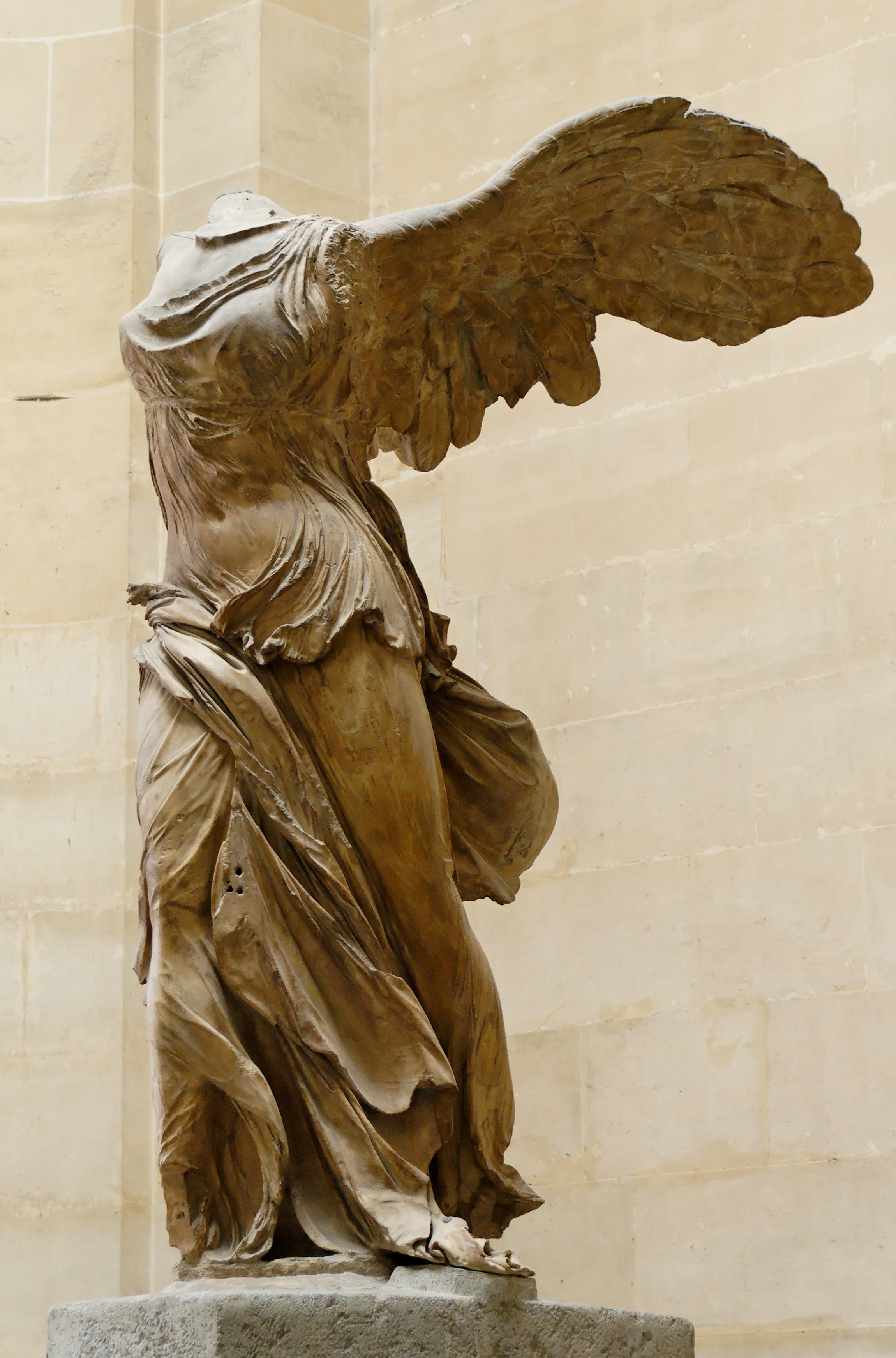
Ніка Самофракійська виготовлена з пароського мармуру (бл. 220—190 рр. до н. е.)

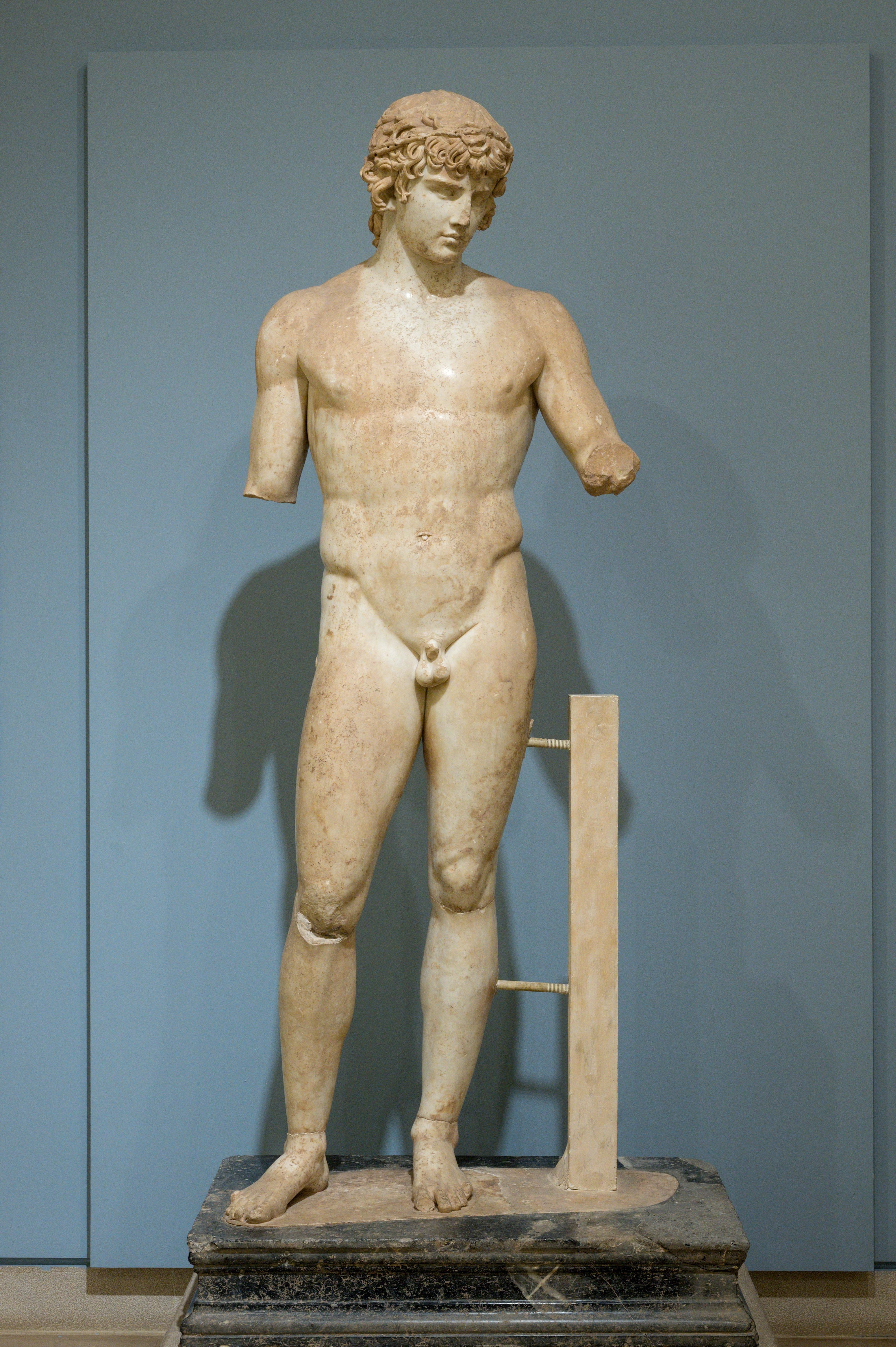
Статуя Антіноя (Дельфи), поліхромний пароський мармур, виготовлена під час правління Адріана (117—138 рр. н. е.)

Пароський мармур — дрібнозернистий напівпрозорий чисто-білий і абсолютно бездоганний мармур, який видобвали в класичну епоху на грецькому острові Парос в Егейському морі.
Стародавні греки високо цінували його для виготовлення скульптур. Деякі з найбільших шедеврів давньогрецької скульптури були вирізані з пароського мармуру, зокрема Венера Медічі, Венера Мілоська та Ніка Самофракійська .
Перші каменоломні, які використовувалися з VI століття до нашої ери, все ще можна побачити на північній стороні острова на схилах його центральної вершини. Головним суперником пароського мармуру в давнину був пентелійський мармур, який також бездоганно білий, хоча і з рівномірним, слабким жовтим відтінком, який робить його золотистим під сонячним світлом. Сьогодні мармур видобувають переважно на сусідньому від Пароса острові Наксос, у горах біля села Кінідарос.
Пароський посуд — штучний замінник мармуру, спочатку торгова марка різновиду неглазурованої бісквітної порцеляни, розробленої в 1842 році в Англії. Його відливають у формах, як правило, для невеликих бюстів і статуеток, але не різьблять.

## Відомі пам'ятки
- Венера Мілоська
- Пеплос Коре
- Лікійський саркофаг Сидону
- Статуя Августа з Прима Порта
- Гермес і немовля Діоніс
- Дах Парфенона
- Могила Наполеона